# Dansmuseet
Dansmuseet är ett museum i Stockholm som grundades av Rolf de Maré 1953. Han samlade kollektionen i Frankrike och donerade delar av den till Franska staten och resten tog han med sig till Stockholm. Museet har bland annat världens näst största samling av scenkostymer från Ryska baletten och även en stor samling efter Isadora Duncan, samt en mängd föremål från världens alla hörn. Det är tämligen unikt som ett av världens ytterst få museer om dans och balett i sitt slag och övergripande om danskonsten i dess många olika former.
Museets förste intendent var Bengt Häger, vars chefskap sträckte sig från 1953 till 1989. Första tiden var museet inrymt i operahuset och i Filmhuset på Gärdet. Åren 1977–1989 låg museet i Wennergrenska palatset i Diplomatstaden och 1989–1999 i Dansens hus. Museet låg 1999–2013 i Skandinaviska Bankens palats vid Gustav Adolfs torg. Dansmuseet flyttade 2013 till nya lokaler på Drottninggatan 17, också i tidigare banklokaler. Dansmuseet stänger sina lokaler på Drottninggatan 17 för besökare i januari 2024, av ekonomiska skäl, och letar efter nya lokaler.
Erik Näslund var chef för museet från 1989 till 2016, tillika redaktör för museets tidigare tidskrift Dans 1973–1981. Han efterträddes av Eva-Sofi Ernstell som var museets chef 2017 till sin bortgång 2022.
År 2010 tilldelades museet Svenska teaterkritikers förenings danspris för sitt arbete som ”ett alert museum i tiden”.
Huvudman för Dansmuseet är Stiftelsen Dansmuseifonden. Dess verksamhet stöds finansiellt av staten och av Rolf de Marés minnesfond.

## Bildgalleri

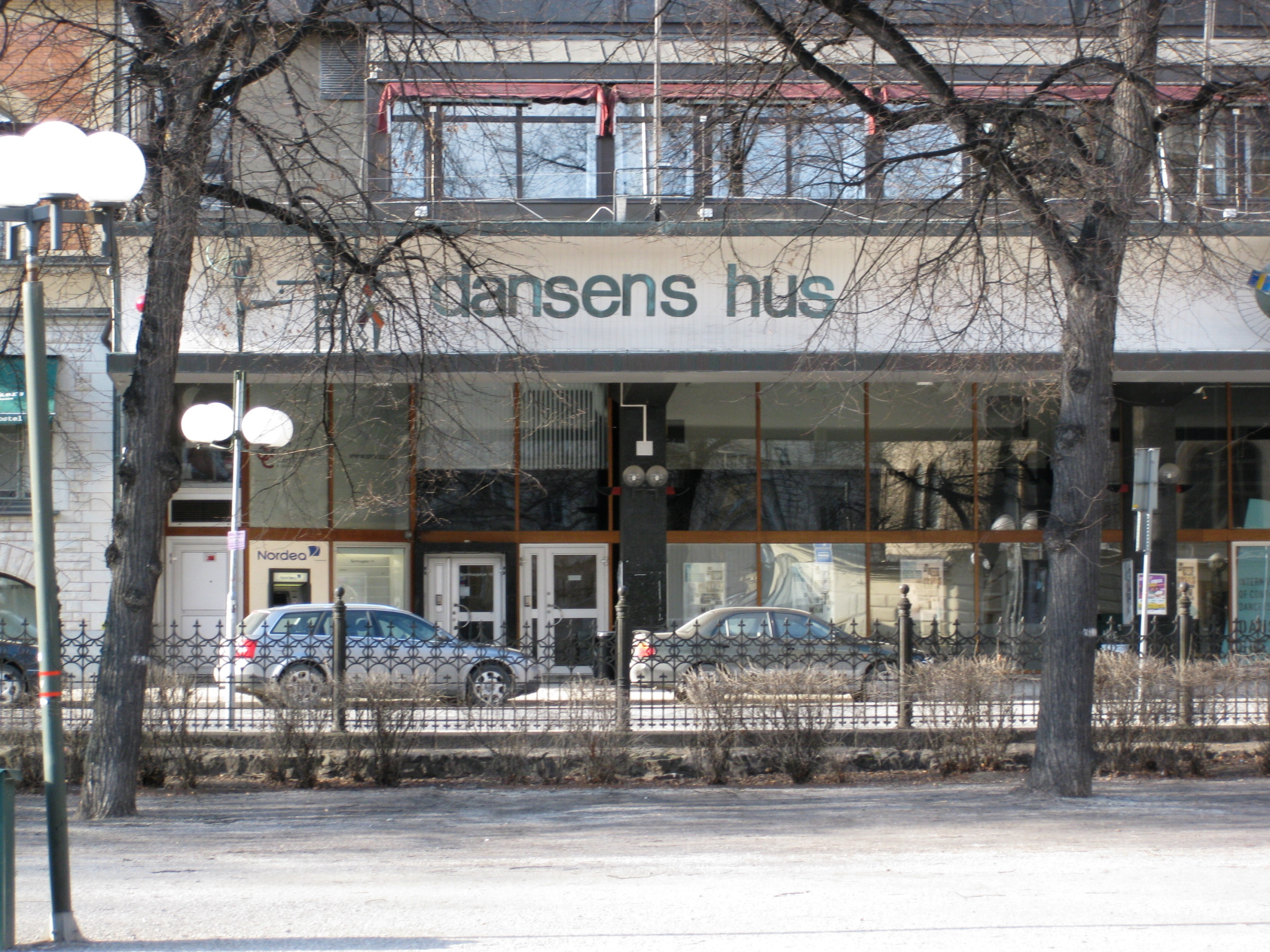
Huvudentrén till Dansens hus vid Norra Bantorget, som inhyste Dansmuseet 1989–1999 , sedd från Norra latin.
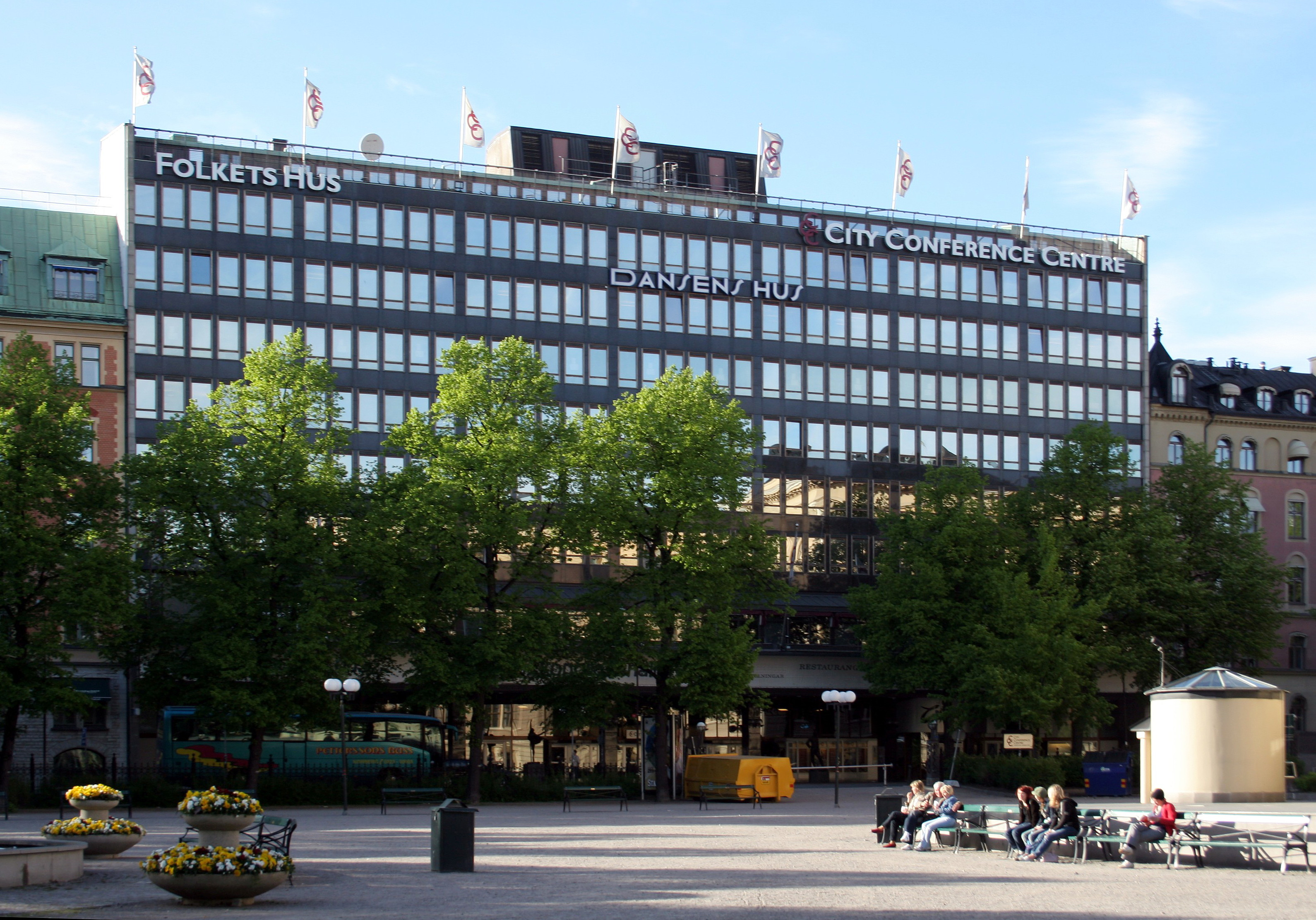
Dansens hus vid Norra Bantorget.
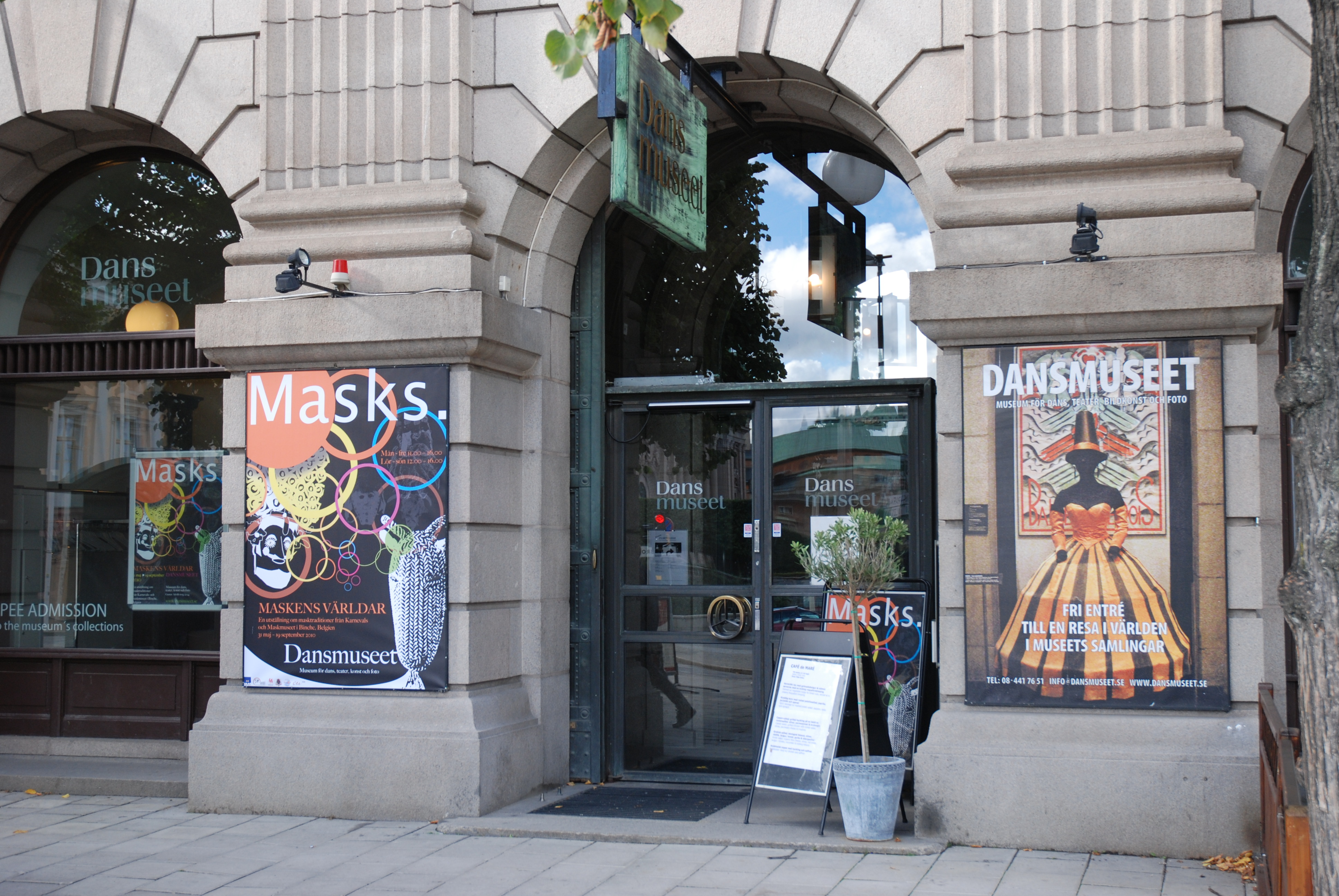
Entrén till Dansmuseet i Skandinaviska Bankens palats vid Gustav Adolfs torg 1999–2013.
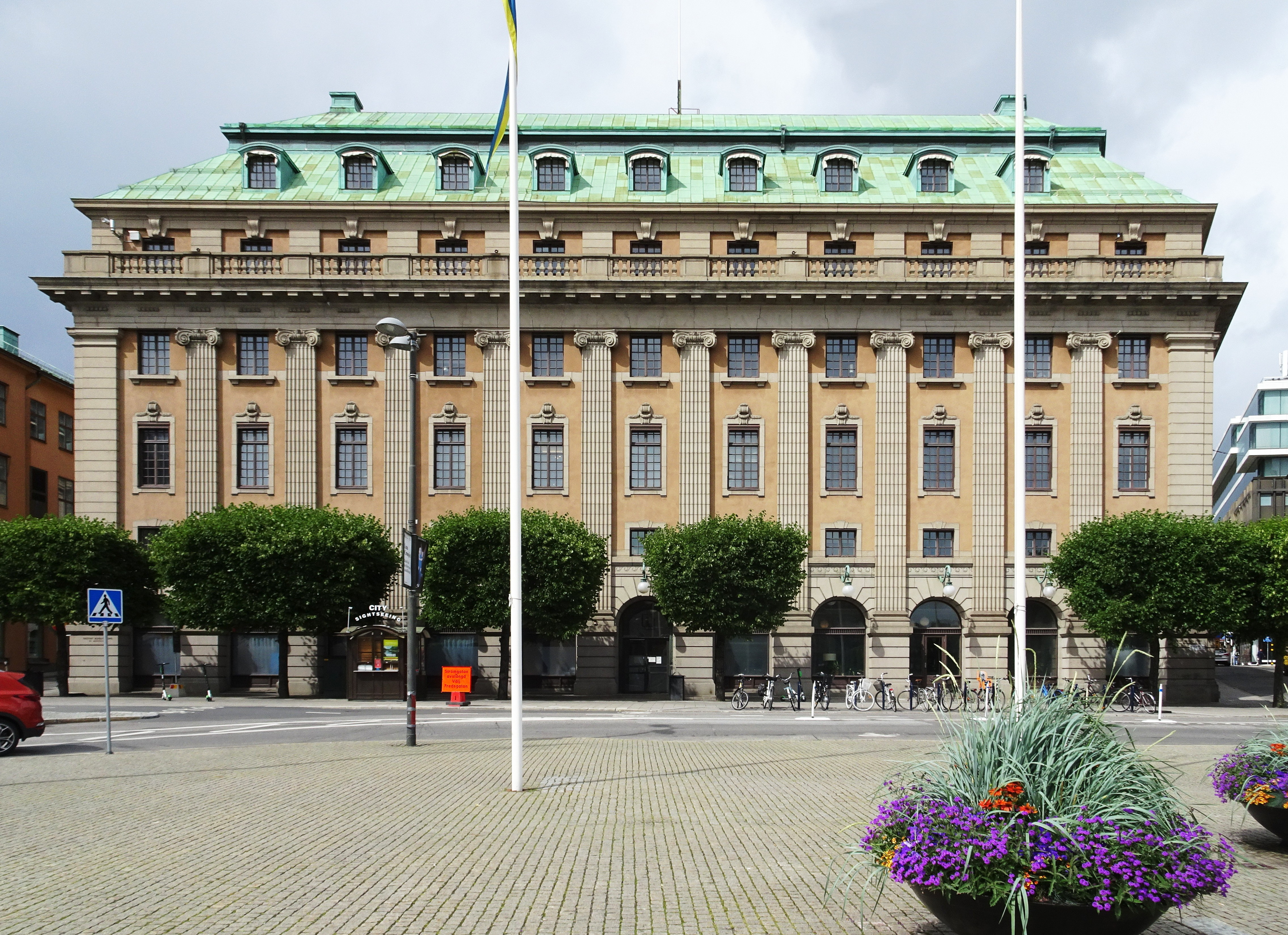
Tidigare Skandinaviska Bankens palats.
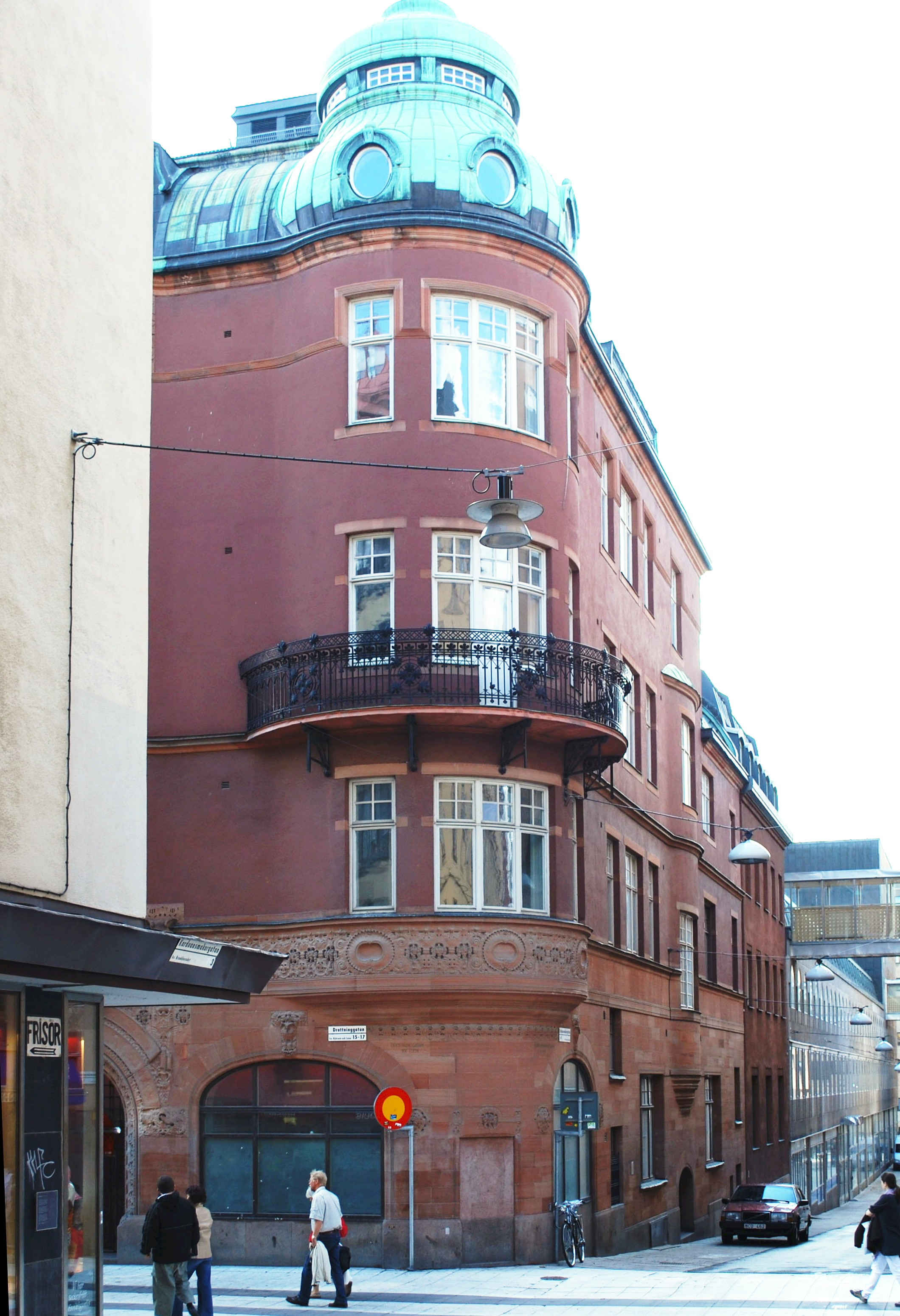
Sundsvalls Handelsbanks tidigare byggnad på Drottninggatan 17, Dansmuseets adress 2013–början av 2014.